# Toño García
Antonio García López, más conocido como Toño García, (nacido el 23 de octubre de 1960 en Madrid, Comunidad de Madrid) es un exjugador de baloncesto español. Con 1.92 de estatura, su puesto natural en la cancha era el de alero. 

## Trayectoria
- Club Baloncesto Breogán (1983-1984)
- Claret Las Palmas (1984-1985)
- Club Baloncesto Breogán (1985-1986)
- Club Ourense Baloncesto (1986-1992)